# Ed Dickson
Pour les articles homonymes, voir Dickson.
(en) Statistiques sur pro-football-reference
Edward James Dickson (né le 25 juillet 1987 à Inglewood (Californie)) est un joueur américain de football américain. Il joue actuellement avec les Seahawks de Seattle.

## Enfance
Dickson joue à la Bellflower High School jouant aux postes de tight end et defensive end. Lors de sa dernière saison, il est leader en yards sur des réceptions et en sack. Il est nommé joueur de l'année sur la côte sud-est sud. 

## Carrière

### Université
Il entre à l'université d'Oregon où il débute comme defensive end, jouant treize matchs en 2006. En 2009, il est sélectionné pour le Mackey Award. Le 27 septembre 2009, il est nommé meilleur joueur de la semaine par la Walter Camp Football Foundation.

### Professionnel
Ed Dickson est sélectionné au troisième tour de la draft de la NFL de 2010 par les Ravens de Baltimore au 70e choix. Le 2 juillet 2010, il signe un contrat de trois ans avec la franchise du Maryland. Le 26 décembre 2010, il est titularisé professionnel après la blessure de Todd Heap. Pour sa première saison, il joue quinze matchs (dont trois comme titulaire), recevant onze passes pour 152 yards et un touchdown.